# Max Hansen Jr.
Max Hansen (født 25. april 1954 i Ryvangen, Hellerup) er en dansk film- og teaterskuespiller (Max Hansen Jr. for ikke at forveksle ham med hans far, Max Hansen (Sr.)). 

## Karriere
Max Hansen har medvirket i en række film og tv-serier og spillet teaterforestillinger og revyer over hele landet, hvor sidstnævnte har indbragt ham både skuespillerforeningens Æreskunstner (2017) og årets Dirch (1991).
Max Hansen er både skuespiller, kunstnerisk leder og instruktør.

## Privatliv
Han er lillebror til Ann-Mari Max Hansen. Han har været gift tre gange, senest i 2003 med Inge Sommer. Han har et barn fra dette ægteskab og to voksne børn fra tidligere forhold.

## Filmografi

### Film
- Drømme støjer ikke når de dør (1979)
- Walter og Carlo - op på fars hat (1985)
- Når mor kommer hjem (1998)
- Pizza King (1999)
- Blinkende lygter (2000)
- Fidibus (2006)
- Hvordan vi slipper af med de andre (2007)
- M:O:T:U - Space Riders (2013)
- Steppeulven (2015)
- Så længe jeg lever (2017)

### Tv-serier
- Een stor familie (1982)
- Alletiders jul (1994)
- Alletiders nisse (1995)
- TAXA (1997-99)
- Olsenbandens første kup (1999)
- Edderkoppen (2000)
- Jul på Kronborg (2000)
- Rejseholdet (2003)
- Krøniken (2003)
- Forbrydelsen (2007)